# El Cepillo
El Cepillo es una localidad ubicada en el distrito de Eugenio Bustos,  departamento San Carlos de la provincia de Mendoza, Argentina, en la zona sur del valle de Uco. 
Se halla a 5 km al oeste de la Ruta Nacional 40, la cual la vincula al norte con Eugenio Bustos y al sur con Chilecito. 
Es una de las principales zonas vitivinícolas del departamento.
El nombre proviene de una de las primeras estancias, que data del siglo XVI.Ésta debía su nombre a la geografía del lugar por llamarse Pampa del cepillo (hierba de campo bajo que caracteriza la zona).